# Massaker von Málaga

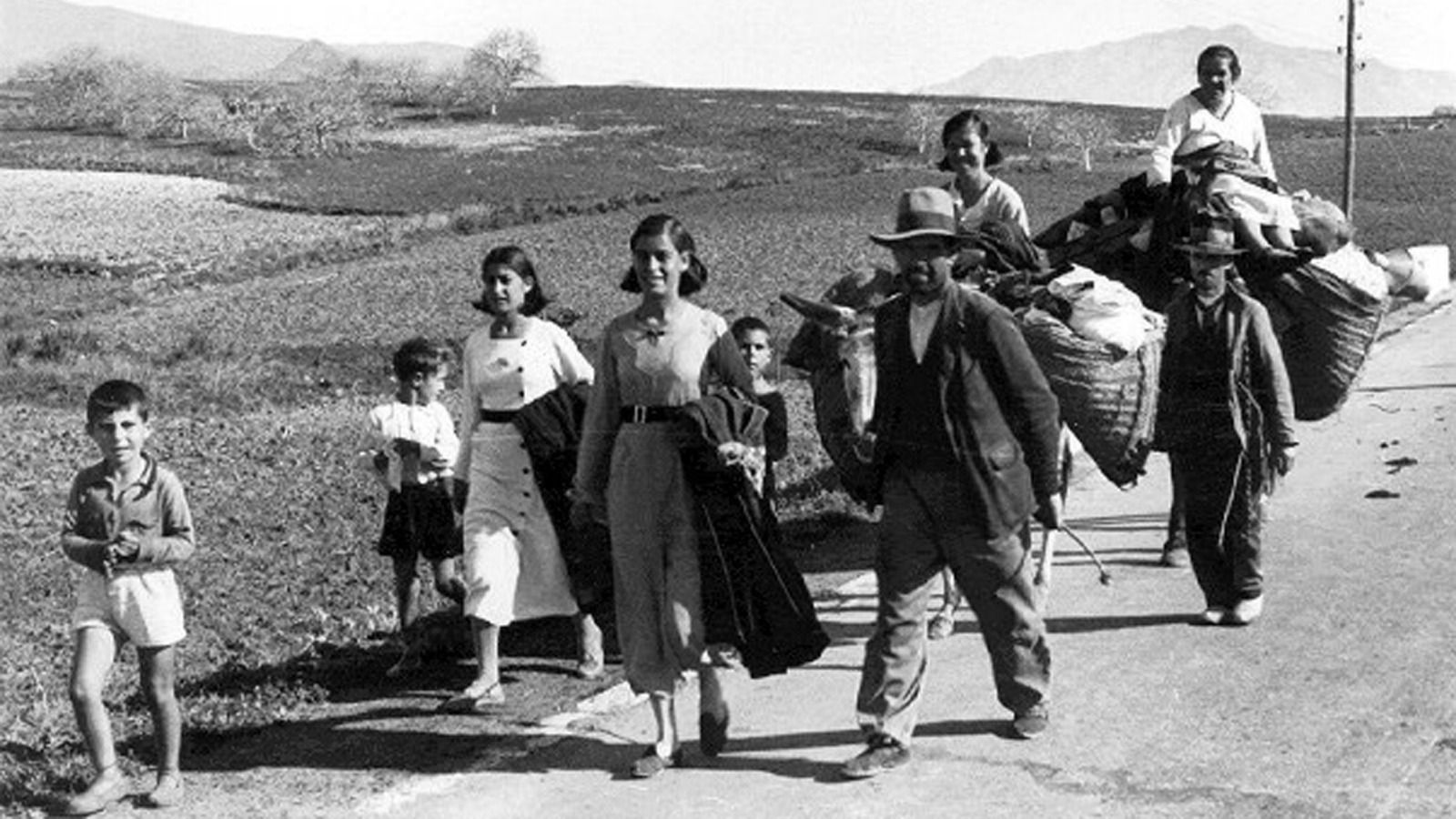
Marsch der Flüchtlinge von Málaga nach Almería, um den 10. Februar 1937

Das Massaker von Málaga bezeichnet die massenhafte Ermordung von Flüchtlingen auf einer Küstenstraße zwischen Málaga und Almeria durch Nationalisten unter General Franco im Spanischen Bürgerkrieg mit Beteiligung italienischer Truppen im Februar 1937. Schätzungsweise wurden dabei zwischen 3000 und 5000 Flüchtlinge getötet. Das Massaker wurde lange verschwiegen und erst Jahre nach Francos Tod – fast ausschließlich auf lokalhistorischer Ebene – behandelt.

## Geschichte

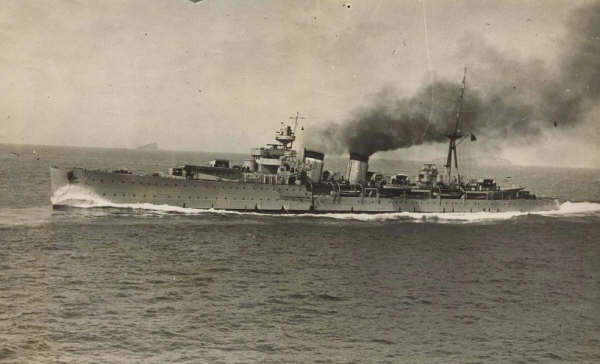
Der an der Beschießung beteiligte Kreuzer Almirante Cervera

Am 3. Januar näherten sich francoistische Truppen der Stadt. Málaga wurde in der folgenden Schlacht von Málaga von Land, See und aus der Luft angegriffen. Nach dem Zusammenbruch der Verteidigung wurde die Stadt am 8. Februar 1937 von den Truppen des Herzogs von Sevilla eingenommen.
Da keine ausreichenden Evakuierungsmöglichkeiten bestanden und die Gegend im Norden durch die Betische Kordillere und im Süden durch das Mittelmeer geographisch begrenzt war, stand der flüchtenden Bevölkerung nur die Küstenstraße N-340 in das etwa 200 km entfernte Almería offen.
Über mehrere Tage flohen die Bürger Málagas über die Küstenstraße. Nach verschiedenen Schätzungen flohen 40.000 bis 150.000 Menschen aus der Stadt, darunter 5.000 Kinder. Drei Tage lang wurde die Küstenstraße von deutschen und spanischen Flugzeugen bombardiert und von nationalistischen Kriegsschiffen beschossen. Beteiligt waren die Kriegsschiffe Canarias, Baleares, Almirante Cervera und Velasco. Auch die deutsche Admiral Graf Spee beschoss Málaga.
Auf der Straße Richtung Almería gab es dabei so gut wie keine Deckung, sodass heute von 3.000–5.000 toten Zivilisten ausgegangen wird.

## Gedenken an die Opfer

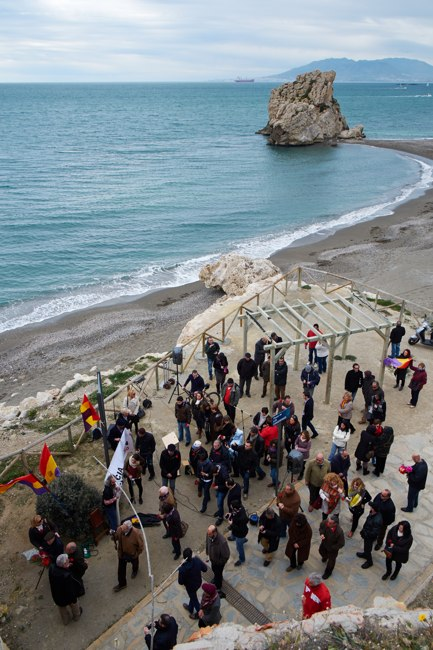
Gedenkveranstaltung im Februar 2015

Eine Teilstrecke der alten Küstenstraße wurde zur Erinnerung an das Massaker in „Paseo del Doctor Bethun“ in Würdigung des kanadischen Arztes Norman Bethune, der die Krankenversorgung auf der Straße leitete, umbenannt. Am 7. Februar 2005 wurde eine Gedenkstätte zur Erinnerung an die Opfer des Massakers in Torre del Mar eröffnet. Dies geschah mit der Unterstützung von einigen der Überlebenden des Massakers.
Seit 2005 wird jedes Jahr am 7. Februar der Opfer gedacht. In den letzten Jahren gibt es eine Foto-Wanderausstellung zum Geschehen.
Seit 2016 organisiert der 2005 gegründete Verein „La Desbanda“ („Massenflucht“) einen rund 200 Kilometer langen Fußmarsch von Málaga nach Almería.
Vom 6. bis 8. November 2020 fand in Vícar (Almería) ein internationales Treffen zur Vorbereitung der ersten Internationalen Konferenz statt.
Nach Verschiebung wegen der Corona-Pandemie fand die erste Internationale Konferenz „La Desbandá“ vom 28. bis 30. Oktober 2022 in Mollina (Málaga) statt.
2022 benannte das Rathaus von Benalmádena anlässlich des 85-jährigen Jubiläums einen Kreisverkehr an der Kreuzung der Federico Garcia Lorca Avenue und der Constitution Avenue in Honey Stream zu Ehren von Bethune.
Bertolt Brecht thematisierte die Gräueltaten 1937 im Theaterstück „Die Gewehre der Frau Carrar“.
George Orwell erwähnt den Vorfall in seinem Bericht über den Spanischen Bürgerkrieg Mein Katalonien.